# Ekkehard Rumpf
Ekkehard Rumpf (* 26. August 1965 in Pirmasens) ist ein Hamburger Politiker (FDP).

## Leben
Rumpf verließ 1984 das Herzog-Johann-Gymnasium in Simmern/Hunsrück mit dem Abitur. Von 1985 bis 1986 leistete er den Zivildienst beim Deutschen Roten Kreuz ab und ließ sich zum Rettungssanitäter ausbilden. Von 1986 bis 1992 studierte er Rechtswissenschaften in Gießen. Das Referendariat von 1993 bis 1995 absolvierte er unter anderem in Brüssel. Er ist als Rechtsanwalt in einer eigenen Kanzlei in Neuenfelde tätig.
Ekkehard Rumpf ist der Sohn des früheren rheinland-pfälzischen Staatssekretärs und FDP-Bundestagsabgeordneten Wolfgang Rumpf. Er hat drei Kinder.

## Politik
Rumpf ist seit 1995 Mitglied der FDP. Er war bis 2015 FDP-Bezirksvorsitzender in Hamburg-Harburg. Von Oktober 2001 bis März 2004 war er Mitglied der Bürgerschaft der Freien und Hansestadt Hamburg. Als Landtagsabgeordneter war er Mitglied des Europa-, des Umwelt-, des Verfassungs- sowie des Bau- und Verkehrsausschusses. Während seiner Mandatszeit setzte er sich im Wesentlichen für eine Novellierung des Hamburger Wahlrechts und der Hamburger Hundeverordnung ein.
| Personendaten    | Personendaten                   |
| ---------------- | ------------------------------- |
| NAME             | Rumpf, Ekkehard                 |
| KURZBESCHREIBUNG | deutscher Politiker (FDP), MdHB |
| GEBURTSDATUM     | 26. August 1965                 |
| GEBURTSORT       | Pirmasens                       |